# Consejo de la Juventud de Andalucía
El Consejo de la Juventud de Andalucía (CJA) es un órgano de participación, representación y consulta en el desarrollo de las políticas andaluzas en materia de juventud; está adscrito al Instituto Andaluz de la Juventud de la Consejería de Igualdad, Políticas Sociales y Conciliación de la Junta de Andalucía.
Fue creado el 27 de diciembre de 1985 por Decreto de la Junta de Andalucía aunque ha variado en su legislación y reglamentación en varias ocasiones a lo largo de estos años, siendo regido en la actualidad por una Ley del año 2007.
El Consejo de la Juventud de Andalucía está integrado por las entidades de participación juvenil de ámbito andaluz y por los Consejos Provinciales de Jóvenes y su objetivo fundamental es promover la participación y el asociacionismo juvenil.
El CJA goza de autonomía e independencia para el ejercicio de sus funciones representativas y de participación de la juventud andaluza.

## Objetivos
El objetivo fundamental del Consejo de la Juventud de Andalucía es promover la participación y el asociacionismo juvenil.
1. Representar los intereses de los jóvenes asociados de Andalucía ante los organismos públicos, especialmente ante las Administraciones Públicas de Andalucía.
2. Informar y asesorar a las asociaciones juveniles miembros acerca de los derechos, deberes, modos de financiación, ámbitos de actuación, así como de aquellas otras materias que estas les demanden.
3. Propiciar las relaciones del propio Consejo de la Juventud de Andalucía con el resto de consejos de la juventud de otras comunidades autónomas.
4. Proponer medidas para la mejora de la calidad de vida de los jóvenes andaluces.

## Órganos de gobierno
Asamblea General Ordinaria

Es el órgano supremo de decisión, se celebra de forma anual con la participación de todas las Entidades Miembro del Consejo de la Juventud de Andalucía. La representación en la misma se realiza mediante delegados que varían en función de la participación en la anterior Asamblea con un máximo de 7 representantes y un mínimo de 5.
Comisión Permanente

Es el órgano encargado de llevar a cabo los acuerdos de la Asamblea General, así como impulsar y coordinar las labores de los grupos de trabajo. 
En concreto, la Comisión Permanente es la encargada de asumir la gestión ordinaria del Consejo de la Juventud de Andalucía. La CP está presidida por el Presidente del Consejo y la integran además dos vicepresidentes y tres vocales, elegidos por la Asamblea General de entre los/as delegados/as de las Entidades, por un mandato de dos años.
En la Actualidad la Comisión Permanente del Consejo de la Juventud de Andalucía, elegida el  23 de junio de 2023, está integrada por:
- Presidente: José Juan Núñez Timermans
- Vicepresidencia I: Domingo José Alchapar Serrano
- Vicepresdencia II: Arlyn Enith Correa Valladares
- Vocal I: Jefrey Abimael Delgado Sánchez
- Vocal II: Samuel Riquelme Priego
- Vocal III: Laura Díaz Rodríguez

## Agora Juvenil
El Consejo de la Juventud de Andalucía organiza anualmente el Agora Juvenil, encuentro de participación, debate, formación, etc,.. en el que participan jóvenes de toda Andalucía. El Agora Juvenil se ha convertido en la actividad más importantes del Consejo, tanto por el número de jóvenes que participan y los temas que se analizan como por la repercusión social que obtiene. Se realiza desde 1987 por lo que nos encontramos con una de las actividades más consolidadas, no solo en el Consejo de la Juventud de Andalucía, sino en todo el panorama asociativo del Estado. A pesar de gozar de una sede fija durante la mayoría de sus ediciones, en los últimos años se ha ido realizando en diferentes puntos de Andalucía.
- 2007: Sevilla
- 2008: Jerez de la Frontera
- 2009: Jerez de la Frontera
- 2010: Córdoba
- 2011: Jaén
- 2012: Sevilla
- 2013: Granada
- 2014: Córdoba
- 2015: Huelva
- 2016: Málaga-Mollina
- 2017: Jaén
- 2018: San Fernando

Igualmente, aunque su fecha de realización inicial era habitualmente en el mes de octubre, desde la edición de Granada en el año 2013 ha cambiado el Otoño por la Primavera y actualmente se realiza en los meses de marzo o abril, salvo en adelante del 2018, que tras varios meses de inactividad de la permanente, volvió a ser en otoño.

## Escuela de Formación Asociativa
Se celebra desde el año 2008 y se ha convertido en una de las actividades principales del CJA. Con esta actividad, el Consejo persigue formar a jóvenes en aspectos básicos para la gestión y dirección asociativa mediante talleres de actividades formativas en temas de importancia para la actividad común y diaria de las Asociaciones Juveniles. Desde sus inicios se celebra en el CEULAJ (Mollina, Málaga)

## Grupos de Trabajo y Subcomisiones
Los grupos de trabajo y Subcomisiones son reuniones de trabajo, consulta y/o asesoramiento sobre temas específicos y están formados por la Comisión Permanente y un representante de cada una de las Entidades Miembro.
Estas reuniones tienen como objetivo:
- Generar el discurso político y posicionamientos del CJA ante diferentes cuestiones de relevancia para la sociedad en general y la juventud en particular.
- Realizar propuestas y resoluciones al órgano competente en la materia siendo el CJA el encargado de asumirlas y defenderlas.
- Analizar la evolución o la gestión del Consejo, así como aportar soluciones ante las posibles dificultades que se pudieran dar.

## Feria de la Juventud
De carácter itinerante en cuanto a emplazamiento y fechas, la Feria de Juventud estuvo inicialmente ligada al Agora Juvenil, pero desde el año 2013 se realiza de forma independiente por petición de las propias entidades debido al protagonismo propio que ha ido adquiriendo realizándose en:
- 2013 - Punta Umbría (Huelva). En agosto, coincidiendo con el Día Mundial de la Juventud.
- 2014 - Almería. En agosto, coincidiendo con el Día Mundial de la Juventud.
- 2015 - Granada. En octubre, coincidiendo con las Jornadas de Recepción de Estudiantes de la Universidad de Granada.

Durante los días de la Feria del CJA, entidades juveniles realizan actividades en diversos stands para dar a conocer las acciones que llevan a cabo de forma ordinaria y acercar a la sociedad la importante labor social que realiza la juventud asociada de Andalucía.

## Entidades miembro
- Asociación Juvenil Doble E
- Sección Juvenil A.S.D.E. Scouts Andalucía
- Asociación Juvenil de Jóvenes Andaluces Nacionalistas
- Sección Juvenil de la Asociación Acción en Red Andalucía
- Foro Andaluz por la Universidad Pública
- Sección Juvenil Fundación Triángulo
- Asociación Juvenil Formación, Orientación y Ocio Joven "FORO Joven"
- Asociación Juvenil E-Veleta Juventud
- Sección Juvenil Juventudes Socialistas de Andalucía
- Jóvenes del Movimiento por la Democracia
- Sección Juvenil Juventudes Andalucistas
- Federación Andaluza de Centros Juveniles El Patio
- Sección Juvenil Comisiones Obreras Andalucía
- Asociación Juvenil Estudiantes Universitarios Andaluces AUNA
- Jóvenes Vecinales de Andalucía
- Sección Juvenil Unidad Progresista
- Jóvenes Contra la Intolerancia
- Unión Juventudes Comunistas de España en Andalucía
- Surgente Jóvenes UGT Andalucía
- Sección Juvenil Asociación Cultural Andalucía Avanza
- Sección Juvenil Asociación Avante Sur
- Sección Juvenil Federación de Scouts Católicos de Andalucía
- Asociación Juvenil R.C. Viñetas
- Sección Juvenil Asociación Formación, Cultura y Solidaridad
- Sección Juvenil de la Unión de Profesionales y Trabajadores Autónomos de Andalucía (UPTA)
- Sección Juvenil Cruz Roja Juventud en Andalucía
- Colectivo Andaluz de Jóvenes Gays, Lesbianas, Bisexuales y Transexuales "Entiendes"
- Sección Juvenil de la Federación Andaluza de Asociaciones de Sordos "F.A.A.S"
- Consejo Provincial de Jóvenes de Huelva
- Consejo Provincial de Jóvenes de Almería